# Hudcovce
Hudcovce (bis 1927 slowakisch „Húdcovce“; ungarisch Hegedűsfalva – bis 1882 Hegedüsfalva) ist eine Gemeinde in der Ostslowakei.

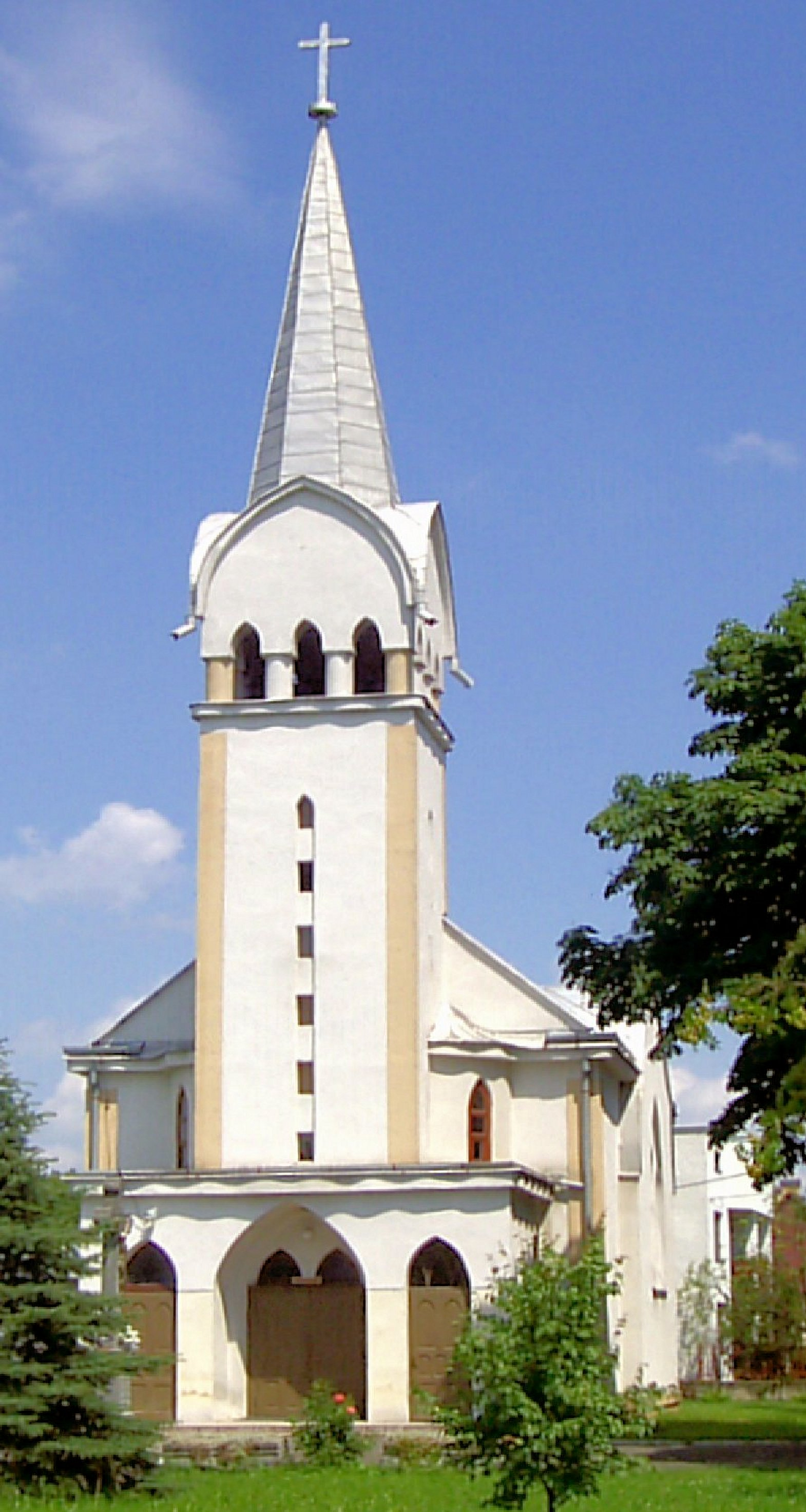
Römisch-katholische Kirche in Hudcovce

Die Gemeinde liegt etwa auf halbem Weg zwischen den Bezirksstädten Humenné und Vranov nad Topľou, in einem linken Seitental der mittleren Ondava. Das nach Norden hin ansteigende Gelände zählt zu den Ausläufern des Ondauer Berglandes (Ondavská vrchovina).
Umgeben wird Hudcovce von den Nachbargemeinden Topoľovka im Nordosten, Strážske im Südosten, Kladzany im Südwesten sowie Tovarné im Westen.
Durch die landwirtschaftlich geprägte Gemeinde Hudcovce führt die Nationalstraße 558 von Vranov nad Topľou nach Humenné.
Der Ort wurde 1467 erstmals schriftlich erwähnt. Die Römisch-katholische Kirche stammt aus dem Jahr 1934 und ist der Heiligen Therese von Lisieux geweiht.
In Hudcovce leben fast ausschließlich Slowaken. 89 % der Einwohner bekennen sich zur Römisch-katholischen Kirche. 10 % sind Griechisch-katholische Christen.

## Bevölkerung
| Jahr                | 1994 | 2004    | 2014    | 2024     |
| ------------------- | ---- | ------- | ------- | -------- |
| Anzahl der Personen | 407  | 422     | 418     | 376      |
| Unterschied         |      | +3,68 % | −0,94 % | −10,04 % |

| Jahr                | 2023 | 2024    |
| ------------------- | ---- | ------- |
| Anzahl der Personen | 380  | 376     |
| Unterschied         |      | −1,05 % |

## Belege
1. ↑  Hustota obyvateľstva - obce [om7014rr_obc=AREAS_SK, v_om7014rr_ukaz=Rozloha (Štvorcový meter)]. Statistical Office of the Slovak Republic, 31. März 2025, abgerufen am 31. März 2025 (slowakisch).
2. ↑  Počet obyvateľov podľa pohlavia - obce (ročne) [om7101rr_obce=AREAS_SK]. Statistical Office of the Slovak Republic, 31. März 2025, abgerufen am 31. März 2025 (slowakisch).
3. ↑  Statistikportal MOŠ (Seite nicht mehr abrufbar, festgestellt im April 2018. Suche in Webarchiven)  Info: Der Link wurde automatisch als defekt markiert. Bitte prüfe den Link gemäß Anleitung und entferne dann diesen Hinweis.
4. 1 2  Počet obyvateľov podľa pohlavia - obce (ročne) [om7101rr_obce=AREAS_SK]. Statistical Office of the Slovak Republic, 31. März 2025, abgerufen am 31. März 2025 (slowakisch).